# Tipo testuale cesariense
Il tipo testuale cesariense è un tipo proposto da alcuni filologi biblisti e utilizzabile nella critica testuale del Nuovo Testamento per descrivere e raggruppare il carattere dei manoscritti neotestamentari. Sarebbe caratterizzato dalla particolare ricorrenza di alcune lezioni presenti in alcuni manoscritti in lingua greca dei vangeli ma non riscontrabili negli altri tipi testuali del Nuovo Testamento (bizantino, alessandrino e occidentale).
Questo tipo testuale sarebbe identificabile nel Codex Koridethi (X secolo), in Minuscolo 1 (un manoscritto greco dei vangeli consultato da Erasmo da Rotterdam nel suo Nuovo Testamento greco stampato nel 1516) e nelle citazioni dei vangeli nelle opere di Origene di Alessandria, scritte dopo il suo trasferimento a Cesarea marittima. Le prime traduzioni dei vangeli in armeno e georgiano sembrano testimoniare le proposte caratteristiche delle lezioni cesariensi, come pure fanno il piccolo gruppo di manoscritti classificati come Famiglia 1 e Famiglia 13.

## Manoscritti
| Segno                          | Nome                       | Datazione | Contenuto             |
| ------------------------------ | -------------------------- | --------- | --------------------- |
| Θ (038)                        | Codex Koridethi            | IX        | Marco                 |
| W (032)                        | Codex Washingtonianus      | V         | Marco 5:31—16:20      |
| p42                            | Papiro 42                  | VII/VIII  | frammenti di Luca 1-2 |
| 28                             | Minuscolo 28               | XI        | Marco                 |
| 565                            | Minuscolo 565              | IX        | Vangeli               |
| 700                            | Minuscolo 700              | XI        | Vangeli               |
| 1 e il resto della famiglia f1 | Minuscolo 1, 118, 131, 209 | XII       | solo Vangeli          |
| 13 e il resto della f13        | Minuscolo 13, 69, 124, 346 | XI-XV     | Vangeli               |

Altri manoscritti
Papiro 29, Papiro 38, Papiro 41, Papiro 48, 
Onciale 0177, Onciale 0188, 
174, 230, 406 (?), 1071, 1275, 1424 (solo in Marco), 1604, 2437, ℓ 32.

## Caratteristiche
Una lezione diffusa particolarmente caratteristica di questo tipo testuale riguarda il Vangelo secondo Matteo 27,16-17, in cui il prigioniero rilasciato da Ponzio Pilato al posto di Gesù è chiamato "Gesù Barabba" invece che semplicemente "Barabba", come negli altri manoscritti. Origene notò che la forma "Gesù Barabba" era comune nei manoscritti di Cesarea marittima, mentre non aveva mai trovato questa lezione durante la sua precedente residenza ad Alessandria d'Egitto. A parte questo, le lezioni cesariensi hanno una leggera tendenza parafrastica che sembra collocarle tra il tipo testuale alessandrino, più conciso, e quello occidentale, più prolisso. Nessuno dei manoscritti cesariensi esistenti sembra essere testimone di un tipo testuale puro, in quanto tutti mostrano di aver assimilato in qualche modo lezioni del tipo testuale bizantino.